# Ministério da Justiça (Portugal)
O Ministério da Justiça (MJ)  é o departamento do Governo de Portugal, responsável pela gestão dos assuntos respeitantes ao Sistema Judicial. 
Caracteriza-se por - ao contrário da maioria dos outros departamentos governamentais - dispor de um poder executivo limitado devido à independência do Poder Judicial. O Ministério da Justiça limita-se, na maioria dos casos a dar apoio administrativo, legislativo e financeiro ao Sistema Judicial, ficando a execução das atividades operacionais dos seus organismos sob a responsabilidade do Poder Judicial. Um exemplo claro disto é a Polícia Judiciária que, ainda que dependa em termos administrativos, financeiros e organizacionais do Ministério da Justiça, desenvolve a sua atividade operacional sob a direção e coordenação do Ministério Público.

## Organização
A área de governo da Justiça inclui atualmente os seguintes departamentos e organismos:
- Gabinete da Ministra da Justiça;[1]
- Gabinete da Secretária de Estado Adjunta e da Justiça;[2]
- Gabinete da Secretária de Estado da Justiça;[3]
- Secretaria-Geral do Ministério da Justiça;[4]
- Inspeção-Geral dos Serviços de Justiça;[5]
- Direção-Geral da Política de Justiça;[6]
- Direção-Geral da Administração da Justiça;[7]
- Direção-Geral de Reinserção e Serviços Prisionais;[8]
- Polícia Judiciária;[9]
- Instituto de Gestão Financeira e Equipamentos da Justiça, I. P.;[10][11]
- Instituto dos Registos e do Notariado, I. P.;[12]
- Instituto Nacional de Medicina Legal e Ciências Forenses, I. P.;[13]
- Instituto Nacional da Propriedade Industrial, I. P.;[14]
- Centro de Estudos Judiciários;[15]
- Comissão de Proteção às Vítimas de Crimes;[16][17]
- Comissão de Programas Especiais de Segurança;[18][19]
- Comissão de Apreciação e Controlo da Atividade dos Administradores de Insolvência;[20]
- Comissão da Liberdade Religiosa;[21]
- Conselho Consultivo da Justiça;[22]

## História

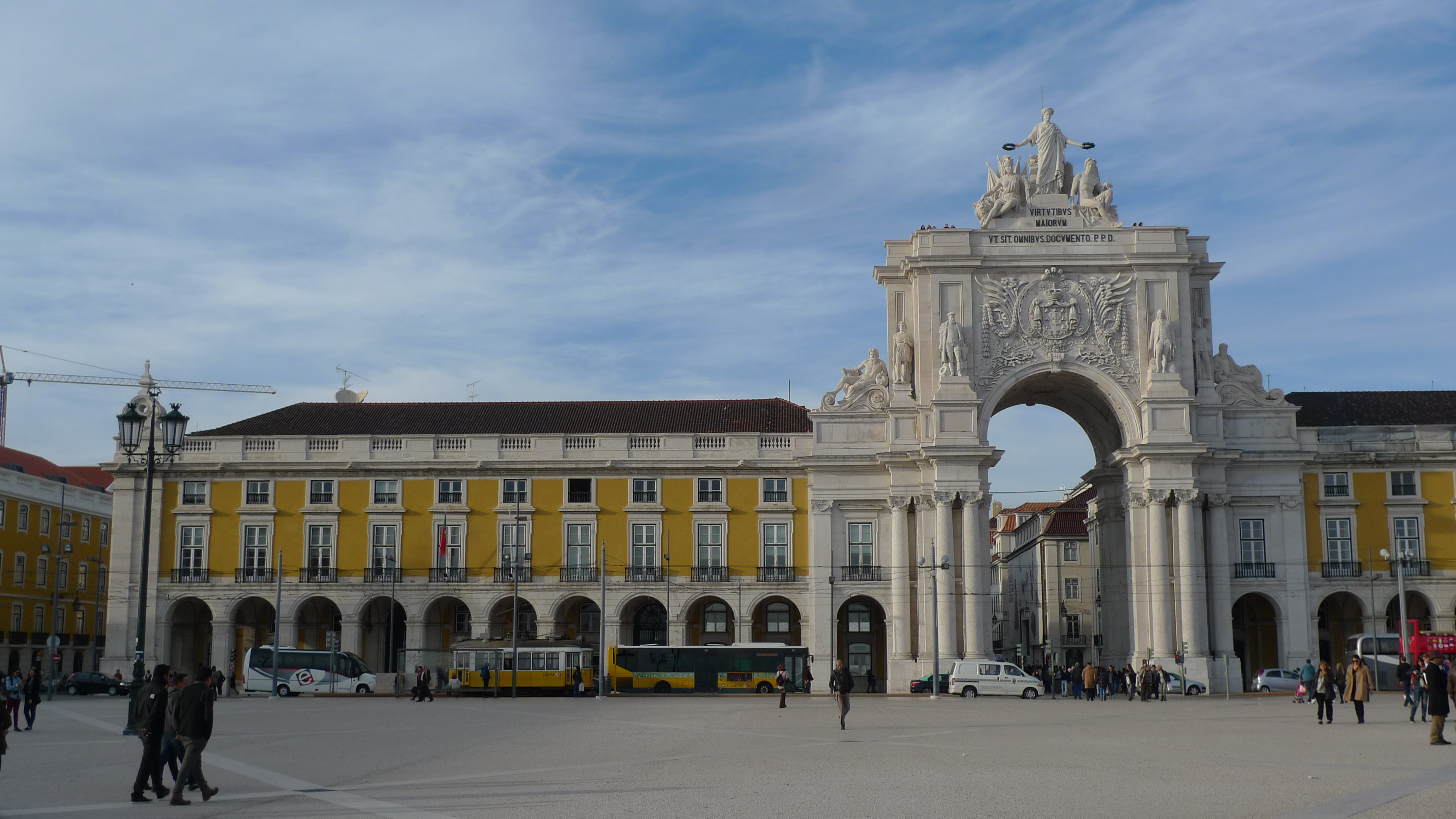
Sede do Ministério da Justiça, na Praça do Comércio.

Até 1821, os assuntos respeitantes à justiça eram geridos pela Secretaria de Estado dos Negócios Interiores do Reino (antecessora do atual Ministério da Administração Interna).
O atual Ministério da Justiça foi criado em 1821, na sequência do advento do liberalismo, como Secretaria de Estado dos Negócios Eclesiásticos e de Justiça. Dado que não existia ainda a separação entre a Igreja e o Estado, além da Justiça, uma parte importante da atividade desta Secretaria de Estado era a administração dos assuntos eclesiásticos. A Secretaria de Estado estava estruturada em três repartições (Negócios Eclesiásticos, Justiça e Segurança Pública). Dos ocupantes da cadeira ministerial destacam-se Mouzinho da Silveira, Joaquim António de Aguiar e o Visconde de Seabra. Na segunda metade do século XIX, ainda que a sua denominação oficial não tenha sido alterada, passou a ser conhecida por Ministério dos Negócios Eclesiásticos e de Justiça. 
Com a implantação do regime republicano em 1910, o departamento passou a designar-se Ministério da Justiça e dos Cultos. Tendo o novo regime estabelecido a separação entre a Igreja e o Estado, o Ministério da Justiça e dos Cultos, tinha competência para os assuntos relativos à justiça e ainda para a regulação dos cultos. No período da Primeira República o mais conhecido titular da pasta da Justiça foi Afonso Costa e, entre as realizações mais importantes deste período, contam-se a criação do Registo Civil (1914), a criação do Arquivo de Identificação (1918) e a emissão dos primeiros bilhetes de identidade (1919). 
Durante os anos ditadura militar (1926-1933), o Ministério manteve a mesma denominação. Procedeu-se à institucionalização da Ordem dos Advogados (1926), à integração da Polícia de Investigação Criminal (1927) na orgânica ministerial, à promulgação do estatuto judiciário (1927-1928), à reforma do mapa judiciário e às codificações no âmbito do registo civil e do processo penal (1929). 
Com o Estado Novo, o Ministério deixa de ter qualquer competência nos assuntos religiosos, passando a dedicar-se apenas aos assuntos judiciais, em 1940 sendo alterado o seu nome para Ministério da Justiça. De entre os diversos projetos desenvolvidos na primeira metade do regime do Estado Novo destacam-se a implementação da nova rede de estabelecimentos prisionais, a concretização das brigadas de trabalho prisional, o lançamento dos projetos dos palácios de justiça e das casas para magistrados, a criação dos tribunais de execução das penas e dos tribunais plenários criminais de Lisboa e Porto, a reconversão da Polícia de Investigação Criminal em Polícia Judiciária, a implementação das medidas de segurança, a abertura da Colónia Penal do Tarrafal (1945-1954), a introdução de diversos ajustamentos na estrutura do estatuto judiciário (1944) e de substanciais alterações ao Código Penal. São ainda de destacar a aprovação dos novos Código de Processo Civil (1961) e Código Civil (1966). 
Dos primeiros anos da Terceira Repúpliva, destacam-se a integração no sistema judicial dos tribunais administrativos e fiscais e os tribunais do trabalho. Entre 1974 e 1976, o Ministério da Justiça desocupou o Limoeiro e a Cadeia da Relação do Porto e abriu as portas à feminização das magistraturas. Sucederam-se iniciativas legislativas de monta como a atualização do Código Civil (1977) e da legislação penal, com a aprovação de um novo Código Penal (1982) e de um novo Código de Processo Penal (1987).
Em 2001, o Ministério da Justiça sofreu uma profunda reforma na organização dos seus serviços, afirmando-se, pela primeira vez, como o departamento governamental “responsável pela concepção, condução, execução e avaliação da política de justiça”. 
Para o efeito, a nova Lei Orgânica manteve os serviços clássicos existentes como a administração da justiça, o sistema prisional, o essencial da rede de centros educativos de menores, a medicina legal, os registos e notariado, a polícia judiciária e a gestão de infraestruturas e equipamentos e criou o Gabinete de Política Legislativa e Planeamento e o Gabinete de Relações Internacionais, Europeias e de Cooperação, organismos que dotaram o Ministério da Justiça de condições para se assumir como o centro responsável pela política de justiça na ordem interna e internacional. 
São também desta data a criação de novos instrumentos de avaliação e responsabilização do sistema de justiça, com a criação da Inspeção-Geral dos Serviços de Justiça, e de descongestionamento do núcleo duro do sistema judiciário com a criação da Direção-Geral da Administração Extrajudicial, dedicada à dinamização dos meios de resolução alternativa de litígios. 
Em 2006, o Ministério da Justiça adaptou a sua orgânica aos princípios definidos pelo Programa de Reestruturação da Administração Central do Estado (PRACE), aprofundando e aperfeiçoando os resultados obtidos na reestruturação de 2001, introduzindo-lhe fatores de similitude orgânica transversais a toda a Administração Central do Estado. Sublinha-se a integração do Instituto Nacional da Propriedade Industrial, com o seu singular acervo arquivístico de marcas e patentes. 
Em 2011, o movimento de atualização do Ministério da Justiça prosseguiu com a adaptação do seu organograma às linhas gerais previstas no Programa de Redução e Melhoria da Administração Central (PREMAC), adotando um modelo de organização mais reduzido. Procedeu-se à revisão e ajustamento das atribuições e competências de todos os serviços e organismos, de modo a potenciar a sua operacionalidade. A título de exemplo refere-se a fusão dos serviços prisionais e dos serviços de reinserção social permitindo uma maior articulação entre as áreas da reinserção social e da execução das medidas privativas de liberdade.
No âmbito da vigência do XXI Governo Constitucional e dos dois governos seguintes (2019-2024), a lei orgânica do Governo passou a prever a adoção de uma organização mais flexível que a tradicional, não contemplando a existência de ministérios ou outros departamentos governamentais para além da própria Presidência do Conselho de Ministros. As pastas a cargo dos diversos ministros passaram a ser genericamente referidas como "áreas de governo". Na comunicação do Governo e na maioria da nova legislação, o Ministério da Justiça passou assim a ser referido como "área de governo da Justiça" ou simplesmente "Justiça". Contudo, coloquialmente, continua a ser referido pela sua designação tradicional, designação essa que ainda se mantêm na legislação anterior a 2019 ainda em vigor, bem como está incorporada na designação da própria secretaria-geral que dá apoio a esta área de governo.